# John Ker, I duca di Roxburghe
John Ker, I duca di Roxburghe (30 aprile 1680 – 27 febbraio 1741) è stato un nobile e politico scozzese.

## Biografia
Era il secondogenito di Robert Ker, III conte di Roxburghe, e di sua moglie, Margaret Hay, figlia di John Hay, I marchese di Tweeddale. 

## Carriera
John divenne conte di Roxburghe alla morte di suo fratello Robert nel 1696. Nel 1704 è stato nominato Segretario di Stato della Scozia, e ha contribuito a determinare l'unione con l'Inghilterra, per questa ragione nel 1707 fu creato duca di Roxburghe. Questa è stata l'ultima creazione della nobiltà scozzese. Il 28 maggio 1707, fu ammesso al FRS.
Il duca era un pari rappresentativo per la Scozia in quattro parlamenti. Giorgio I lo nominò consigliere privato e Custode del sigillo privato di Scozia, ed era fedele al re durante la Rivolta giacobina del 1715. Prestò servizio come Segretario di Stato per la Scozia nel Parlamento britannico dal 1716 al 1725, ma si oppose alla tassa sul malto e nel 1725 si dimise dalla carica. Nell'aprile del 1727 fu uno dei sei coppieri della bara di Isaac Newton a Westminster Abbey. Fu uno dei governatori originali del Foundling Hospital.

## Matrimonio
Sposò, il 1 gennaio 1708, Lady Mary Finch (18 maggio 1677-21 settembre 1718), figlia di Daniel Finch, VII conte di Winchilsea. Ebbero un figlio:
- Robert Ker, II duca di Roxburghe (1709-20 agosto 1755)

## Morte
Morì il 27 febbraio 1741. Fu sepolto per primo nella tomba di famiglia a Bowden Kirk. Più tardi i suoi resti furono trasferiti nell'Abbazia di Kelso.